# J Records
J Records var ett amerikanskt skivmärke tillhörande Sony Music Entertainment. Bolaget grundades av Clive Davis 2000. Den sjunde oktober år 2011 lades skivbolaget ner och alla artister med kontrakt till bolaget flyttades till RCA Records.

## Artister i urval
- Monica
- Gavin DeGraw
- Alicia Keys
- Barry Manilow
- Jamie Foxx
- Maroon 5
- Pearl Jam
- Rod Stewart
- Whitney Houston